# Khoto Sesinyi
Khoto Sesinyi (ur. 6 marca 1977) – lesotyjski piłkarz, występuje na pozycji obrońcy.

## Kariera klubowa
Sesinyi w swojej karierze grał w klubie LCS Maseru, którego był zawodnikiem w latach 2003–2012.

## Kariera reprezentacyjna
Khoto ma za sobą występy w reprezentacji Lesotho. W latach 2003–2009 rozegrał w niej 18 meczów. W 2000 roku piłkarze Lesotho z Khoto w składzie dotarli do finału COSAFA Cup 2000, w którym polegli w dwumeczu z Zimbabwe, dwa razy po 0:3 i zajęli drugie miejsce.